# Krasni Lutx (Lípetsk)
|  | Per a altres significats, vegeu «Krasni Lutx». |

Krasni Lutx (en rus: Красный Луч) és un poble (un possiólok) de l'óblast de Lípetsk, a Rússia, que el 2013 tenia 7 habitants. Pertany al districte rural de Griazi.